# Герб Пристіна
Герб Присті́на — один з офіційних символів села Пристін, Куп'янський район Харківської області, затверджений рішенням сесії Пристінської сільської ради.

## Опис
Щит перетятий пониженим срібним нитяним хвилястим поясом на червоне і зелене. На першій частині срібна дерев'яна фортеця з сторожовою баштою посередині і бійницями по боках. Щит має золоту облямівку. Герб облямований декоративним картушем і прикрашений сільською короною.
Фортеця — символ захисту від татарських набігів. На вежах підпалювалися бочки зі смолою, щоб дати знак про напад. Пояс — символ ріки Оскіл. Золота облямівка — знак Божої присутності.